# Serhiy Rebrov
Serhiy Stanislavovych Rebrov, em ucraniano Сергій Станіславович Ребров (Horlivka, 3 de março de 1974), é um ex-futebolista ucraniano. Atual treinador da Seleção Ucraniana.

## Carreira

### Consagrado no Dínamo
Rebrov foi formado nas categorias de base do Shakhtar Donets'k, aonde chegou em 1990, quando a URSS ainda existia e ele tinha seu nome russificado para Sergey Stanislavovich Rebrov (Сергей Станиславович Ребров, em russo). Em agosto de 1992, ele se transfeiu para o Dínamo Kiev, clube do qual se tornaria a maior estrela nos anos seguintes. Foi eleito o melhor jogador da Ucrânia duas vezes, em 1996 e 1998. Na segunda, foi também o maior artilheiro do campeonato nacional.
Seus gols mais importantes, no entanto, foram marcados no exterior. Ele os marcou em momentos decisivos das Ligas dos Campeões de 1998 e 1999, incluindo um golaço diante do Barcelona. Em 1999, ao lado de Andriy Shevchenko e K'akhaber K'aladze, liderou o Dínamo às semifinais da Liga dos Campeões da UEFA. A equipe, que havia eliminado o então campeão Real Madrid, caiu ante ao Bayern Munique.

### Fora da Ucrânia
As boas atuações em jogos de grande repercussão fizeram o Tottenham Hotspur pagar 11 milhões de euros para tirá-lo do Dínamo. Na Inglaterra, porém, Rebrov não conseguiu mostrar o mesmo futebol, passando a maior parte do tempo no banco de reservas.
Por isso, foi emprestado para o Fenerbahçe, da Turquia, e depois para o West Ham United, também da Inglaterra. Ao final de seu contrato, em 2005, Rebrov retornou ao futebol ucraniano, reassumindo seu lugar no ataque do Dínamo e ultrapassando a barreira de 100 gols no campeonato local.

### Campeão russo
Em 2008, foi para o tradicionalmente modesto Rubin Kazan, da Rússia. Um dos veteranos do clube tártaro, ajudou a equipe a conquistar no mesmo ano o seu primeiro título, justamente o campeonato russo.

## Seleção
À altura da Copa do Mundo de 2006, o primeiro torneio em que a Seleção Ucraniana se classificou, Rebrov era um dos maiores veteranos do selecionado, junto com Oleksandr Shovkovs'kyi e Andriy Husin, além de ter sido o único que chegara a jogar em equipes principais ainda durante a existência da União Soviética. Já jogava por seu país, recém-independente, em 1992.
Na Copa da Alemanha, Rebrov teve a oportunidade de reeditar a parceria com Shevchenko. A dupla jogou junta no ataque em quatro partidas an Alemanha. O atacante também marcou o segundo gol da Ucrânia na goleada por 4 a 0 contra a Arábia Saudita.

### Gols pela Seleção
A seguinte tabela está atualizada até 23 de Junho de 2006.
| #   | Data                   | Lugar                     | Adversário          | Placar | Resultado | Competição                             |
| --- | ---------------------- | ------------------------- | ------------------- | ------ | --------- | -------------------------------------- |
| 1.  | 31 de Agosto de 1996   | Belfast, Irlanda do Norte | Irlanda do Norte    | 0–1    | Vitória   | Eliminatórias da Copa do Mundo de 1998 |
| 2.  | 23 de Março de 1997    | Kiev, Ucrânia             | Moldávia            | 1–0    | Vitória   | Amistoso                               |
| 3.  | 29 de Março de 1997    | Tirana, Albânia           | Albânia             | 0-1    | Vitória   | Eliminatórias da Copa do Mundo de 1998 |
| 4.  | 20 de Agosto de 1997   | Kiev, Ucrânia             | Albânia             | 1-0    | Vitória   | Eliminatórias da Copa do Mundo de 1998 |
| 5.  | 19 de Agosto de 1998   | Kiev, Ucrânia             | Geórgia             | 4-0    | Vitória   | Amistoso                               |
| 6.  | 19 de Agosto de 1998   | Kiev, Ucrânia             | Geórgia             | 4-0    | Vitória   | Amistoso                               |
| 7.  | 5 de Setembro de 1998  | Kiev, Ucrânia             | Rússia              | 3-2    | Vitória   | Eliminatórias da Eurocopa 2000         |
| 8.  | 10 de Outubro de 1998  | Andorra la Vella, Andorra | Andorra             | 0-2    | Vitória   | Eliminatórias da Eurocopa 2000         |
| 9.  | 5 de Junho de 1999     | Kiev, Ucrânia             | Andorra             | 4-0    | Vitória   | Eliminatórias da Eurocopa 2000         |
| 10. | 18 de Agosto de 1999   | Kiev, Ucrânia             | Bulgária            | 1-1    | Empate    | Amistoso                               |
| 11. | 8 de Setembro de 1999  | Reykjavík, Islândia       | Islândia            | 0-1    | Vitória   | Eliminatórias da Eurocopa 2000         |
| 12. | 17 de Novembro de 1999 | Kiev, Ucrânia             | Eslovênia           | 1-1    | Empate    | Eliminatórias da Eurocopa 2000         |
| 13. | 17 de Abril de 2002    | Kiev, Ucrânia             | Geórgia             | 2-1    | Vitória   | Amistoso                               |
| 14. | 17 de Agosto de 2005   | Kiev, Ucrânia             | Sérvia e Montenegro | 2-1    | Vitória   | Amistoso                               |
| 15. | 19 de Junho de 2006    | Hamburgo, Alemanha        | Arábia Saudita      | 0-4    | Vitória   | Copa do Mundo de 2006 Grupo H          |